# Reginbrand
Reginbrand var fra omkring 948 biskop i Aarhus Stift, hvor han blev udnævnt Adaldag af Hamborg-Bremen.
Med Pave Agapetus 2.'s fuldmagt var det den første nordiske bispevielse, idet han indviede tre bisper til de jyske hovedkirker Haared (Harald) til Slesvig, Ljufdag til Ribe og Reginbrand til Aarhus.
Udnævnelsen betegnes som et betydningsfuldt fremskridt i den danske kirkes udvikling, fordi alle kirkelige handlinger herefter kunne foretages af indfødte mænd, og politiske forviklinger kunne ikke mere skille den danske kirke fra sin rod. I juli 948 fulgte disse tre lydbisper Adaldag til det store kirkemøde som holdtes af Otto den Store og Ludvig 4. af Frankrig med 34 tyske, franske og danske bisper i St. Remigiuskirken i Ingilsheim.
Om Reginbrands virksomhed og død vides i øvrigt intet. 

## Eksterne kilder og henvisninger
- Kirke-Leksikon for Norden 1911, ved Fredrik Nielsen, der henviser til 
  - A.D. Jørgensen: De Nordiske  Kirkers Grundlæggelse.